# 케리드웬

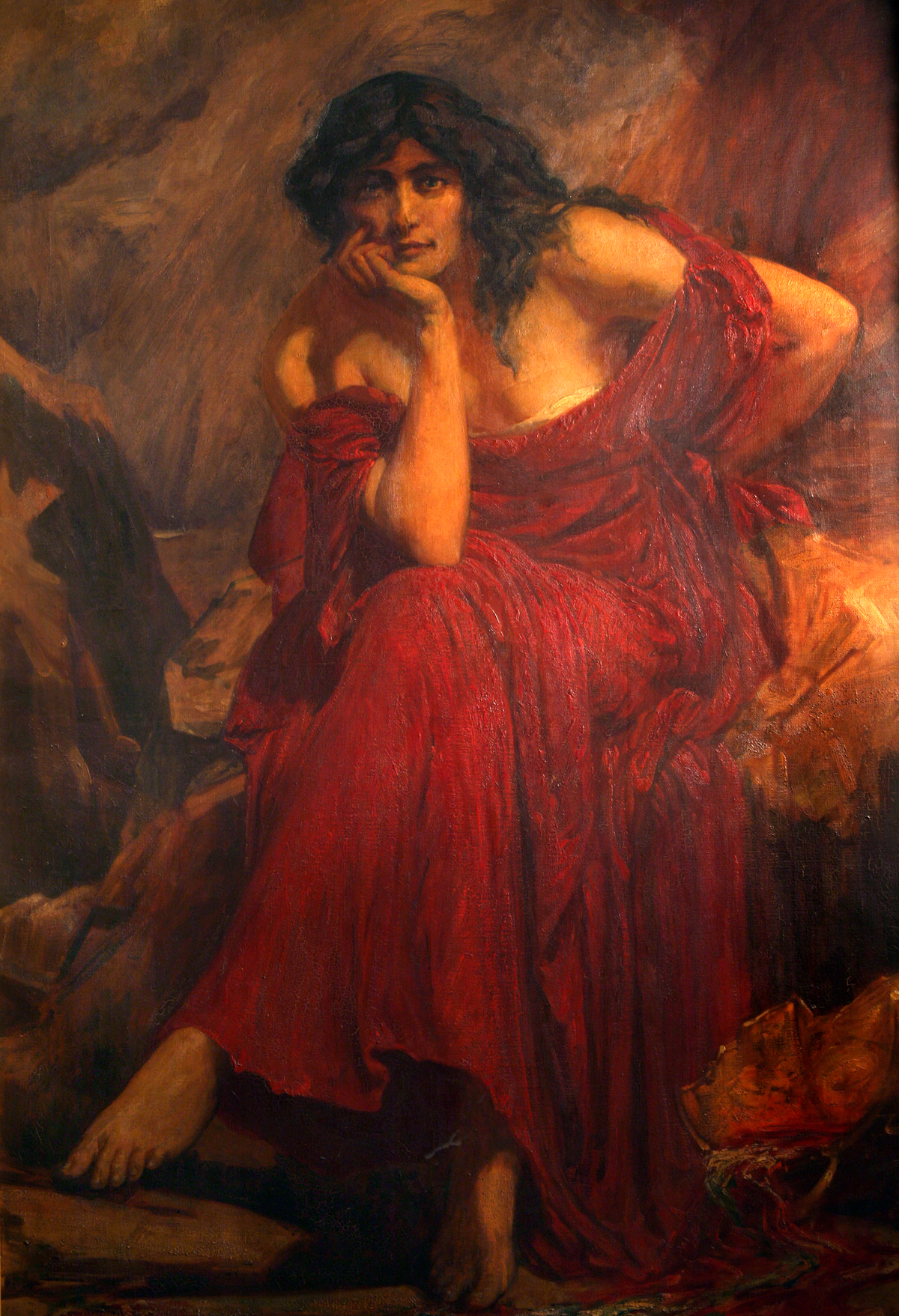
크리스토퍼 윌리엄스의 케리드웬(1910년 그림).

케리드웬(웨일스어: Cerridwen [kɛrˈɪdwɛn])은 웨일스 신화에 등장하는 여마법사다. 남편 테기드 포엘과의 사이에 흉측한 아들 모르브란, 아름다운 딸 크러이르위를 낳았다. 이들 가족은 웨일스 북부의 테기드호 호반에 살았다. 시적 영감의 가마솥 아웬의 소유자이며, 머슴 구이온 바흐를 잡아먹고 그를 탈리에신으로 되낳았다.  현대 신이교주의자들은 케리드웬이 고대에 켈트족의 여신이었을 것이라고 주장한다.

## 같이 보기
- 파프니르가 말하기를